# Alloblennius jugularis
Alloblennius jugularis es una especie de pez de la familia Blenniidae en el orden de los Perciformes.

## Morfología
• Los machos pueden llegar alcanzar los 5 cm de longitud total.

## Reproducción
Es ovíparo.

## Hábitat
Es un pez de clima tropical.

## Distribución geográfica
Se encuentra en el golfo de Aqaba y el mar Rojo.